# دان ديفر
دان ديفر هو لاعب كرة قدم كندية كندي، ولد في 7 فبراير 1946 في أوتاوا في كندا.

## وصلات خارجية
- دان ديفر على موقع JustSportsStats.com (الإنجليزية)